# قائمة أصوات الحيوانات
أسماء الصوت عند أهل العلم قسمان: (۱) ألفاظ لمخاطبة غير العاقل كما في دعاء وزجر الحيوان (أر) أو في زجر الصبي (كخ)، وتقابل أسماء الفعل التي يخاطَب بها العاقل؛ (۲) وألفاظ تُحكى بها الأصوات سواء كانت أَصْوَاتَ حَيَوَانَاتٍ، وهي موضوع هذه المقالة، أو غيرَها.

## أصوات الحيوانات وأسماؤها العربية
| صَوَّتَ الحيوانُ، يُصَوِّتُ، صَوْتًا | صوته | فوائد                                                                  |
| --- | ---- | ---------------------------------------------------------------------- |
| ضَغِب الأَرْنَب، يَضْغَب، ضَغِيبًا وضُغَابا؛ وقيل هو تَضَوُّرُ الأرنبِ عند أخذها.                                                                |      |                                                                        |
| زَأَر الأَسَد، يَزْئِر ويَزْأَر، زَأْرًا وزَئِيرا.                                                                                           |      |                                                                        |
| خَار البَقَر، يَخُور، خُوَارا. |      |                                                                        |
| خار التِّمْسَاح، يَخُور، خُوَارا. |      |                                                                        |
| صَرّ الجُنْدُب، يَصِرّ، صَرِيرا؛ وصَرَّ وصَرْصَرَ بمعنًى.                                                                                       |      |                                                                        |
| طَنّ الذُّبَاب، يَطِنّ، طَنًّا وطَنِينا.                                                                                                   |      |                                                                        |
| مَاء السِّنَّوْرُ والهِرُّ والقِطُّ، يَمُوءُ، مَوْءا، وصوته المُوَاء؛                                                                             |      |                                                                        |
| والخَرْخَرَةُ صوت الهرة في نومها، وخَرَّ وخَرْخَرَ بمعنًى، ويقال للهرة خُرُورٌ في نومها، وهرة خَرُورٌ أي كثيرة الخُرُورِ في نومها.                  |      |                                                                        |
| نَعَق الغُرَاب، ينعِق، نَعِيقًا ونُعاقا؛ «ونعق الغراب ونغق بالعين والغين جميعا» حكاه صاحبُ اللسان عن الأزهري وقال الغين في الغراب أحسن. |      | والنعيق أيضا هو دعاء الراعي الشاء وزجره إياها.                         |
| نهَم الفِيل، ينهِم، نَهْمًا ونَهِيما.                                                                                                 |      | قال صاحب اللسان: والنَّهِيمُ، مثلُ النحيمِ ومثلُ النَّئيمِ وَهُوَ صوتُ الأَسدِ والفيل. |
| النحل؛ |      |                                                                        |
| وللنحل دَوِيٌّ إذا كان مجتمعا، وفي حديث رسول الله صلى الله عليه وسلم «… لهن دوي كدوي النحل …».                                    |      |                                                                        |
| الوطواط والخفاش |      |                                                                        |

## أسماء أخرى
- ابن آوى: العوي[بحاجة لمصدر]
- ابن عرس: صرير[بحاجة لمصدر]
- ابن مقرض: النقيض[بحاجة لمصدر]
- أبو منجل: النعيق، وهو صوتها تشبه نعيق الغراب[بحاجة لمصدر]
- الأرنب الرومي: الصرير[بحاجة لمصدر]
- الأسماك: خقخقة[بحاجة لمصدر]/غرغرة[بحاجة لمصدر]
- الأفعى والثعبان والحيَّة: فحيح وهو صوتها من فيِّها، والكَشِيش هو صوتها من جلدها[5]
- الاوركة: الصفير[بحاجة لمصدر]
- الاوزة: الزبط[بحاجة لمصدر]
- الأيل: بغام[بحاجة لمصدر]
- البازي والصقر: الصرصرة[6]
- الباندا: هناك صوتين مميزين تصدرهم الباندا، وهما "جي-جي" وتعني "أنا جائع"، و"كاكوو" للدلالة على الرضا[بحاجة لمصدر]
- الببغاء: نقيق/نعير/أشخوب[بحاجة لمصدر]
- البطة: زَبط،[7] زَبِيط[7]، بطبطة[8]
- البطريق: النئيق[بحاجة لمصدر]
- البعوضة: طنين[9]
- البغل: شحيج[10]
- البلبل: تغريد/شدو[بحاجة لمصدر]
- البوم: نعيق،[11] النئيم،[بحاجة لمصدر] الضبح،[بحاجة لمصدر] الصدى[بحاجة لمصدر]
- انثى البومة: الهند[بحاجة لمصدر]
- التيس: نبيب[بحاجة لمصدر]
- الثعلب: ضُباح[12]
- الثور: خوار[بحاجة لمصدر]
- الدب: قَهْقَاع، وهو صوت ضحك الدب[13]
- الدجاجة: نقنقة[14]
- الدولفين: الصفير[بحاجة لمصدر]
- الديك: صقاع[15]/صياح[بحاجة لمصدر]
- الديك الرومي: كركرة[بحاجة لمصدر]
- الذئب: عواء[16]
- الزرافة: شخير/همهمة[بحاجة لمصدر]
- الزرزور: الزرزرة[بحاجة لمصدر]
- الجاموسة: خوار[بحاجة لمصدر]
- الجرادة: خترشة، وهو صوت أكله[17]
- الجمل: رغاء[18]/هدير/بخبخة[19]
- الخيل: صهيل[20]
- الحبارى: الغطيط[بحاجة لمصدر]/الكتكتة[بحاجة لمصدر]
- الحجل: النقنقة[بحاجة لمصدر]
- الحرباء: كعيص[بحاجة لمصدر]
- الحمار: نهيق[21]
- الحمار الوحشي: شحيخ،[بحاجة لمصدر] صرصرة[بحاجة لمصدر]
- الحمامة: هديل[22]/سجع، وهو ترديد صوتها[23]
- الحمل: ثغاء[بحاجة لمصدر]
- الحوت: موار[بحاجة لمصدر]
- الخروف: ثؤاج، مأمأة[24]
- الخنزير: خنخنة،[بحاجة لمصدر] قُبَاع،[بحاجة لمصدر] وهو نخيره[بحاجة لمصدر]
- الخنزير البري: خنخنة،[بحاجة لمصدر] قُبَاع،[بحاجة لمصدر] نخير[بحاجة لمصدر]
- السبع: الهرف[بحاجة لمصدر]
- السرقاط: نباح[بحاجة لمصدر]
- السلحفاة: هسيس، كعيص[بحاجة لمصدر]
- السمان: سوفة[بحاجة لمصدر]
- السنجاب: وزيز[بحاجة لمصدر]
- السنونو: الزغردة[بحاجة لمصدر]
- الشحرور: تغريد[بحاجة لمصدر]
- الصرصور: عرير[بحاجة لمصدر]
- الصقر: غقغقة،[25] قعقعة[بحاجة لمصدر]
- الضب: الكشيش[بحاجة لمصدر]
- الضبع: زمجرة[بحاجة لمصدر]
- الضفدع: نقيق[26]
- الطاووس: الصراخ[بحاجة لمصدر]/ الزقاء[بحاجة لمصدر]
- طائر التدرج: الصياح[بحاجة لمصدر]
- طائر الضوع: الضوع، وهو صوت طائر الضوع في الليل[بحاجة لمصدر]
- الطائر الطنان: طنين[بحاجة لمصدر]
- طائر القطا: القطقطة[بحاجة لمصدر]
- طائر المكاء (أم سالم): التزقيب[بحاجة لمصدر]
- الظبي: نزيب[بحاجة لمصدر]
- الظليم (ذكر النعيم): العرار[بحاجة لمصدر]
- العجل: خوار[27]
- العصفور: الزقزقة[بحاجة لمصدر]
- العقاب: خرير،[بحاجة لمصدر] نقيض[بحاجة لمصدر]
- العقرب: صَئِيّ[بحاجة لمصدر]
- العندليب: عندلة[بحاجة لمصدر]
- الغزال: سليل[بحاجة لمصدر]
- الغنمة: ثغاء[28]
- الغوريلا: اصوات الأنين وَالهمهمات- الّتي تُصدرها الغوريلّا في كلّ مكان. ولكن كان هناك أيضًا صوتٌ آخر، ما بين السّعال والعطس، إذ أطلق عليه الباحثون اسم "عُطاسُعال" تفتح الغوريلّا فمها بشكل كبيرٍ جدًّا وغير اعتياديّ[بحاجة لمصدر]
- الفأر: الكَعِيص[4]
- الفراشة: رفرفة[بحاجة لمصدر]
- فرس النهر: القباع[بحاجة لمصدر]
- الفهد: غطيط،[بحاجة لمصدر] نحيم[بحاجة لمصدر]
- القبرة: تغريد[بحاجة لمصدر]
- القرد: ضحك[29]
- القضاعة: صراخ[بحاجة لمصدر]
- ومُوَاءُ القط والهر والسنور؛[4]
- القمري: سجع[بحاجة لمصدر]
- القنفذ: الصمصمة[بحاجة لمصدر]
- الكروان: الضواع[بحاجة لمصدر]
- الكلب: النُّبَاح[30]
- الكناري: تغريد[بحاجة لمصدر]
- الكوالا: عويل[بحاجة لمصدر]
- اللقلاق: لقلقة[بحاجة لمصدر]
- الماعز: ثغاء[بحاجة لمصدر]
- الناقة: رغاء / حنين[31]
- النسر: صفير[32]
- النسر: الخريم[بحاجة لمصدر]
- النمر: الخرخرة[بحاجة لمصدر]/الزمخرة[بحاجة لمصدر]/الهرير[بحاجة لمصدر]
- النمل: حفق[بحاجة لمصدر] / صرير[بحاجة لمصدر] / دبيب[بحاجة لمصدر]
- انثى النعامة: الزمار[33]
- النهام (ذكر البوم): النهم[بحاجة لمصدر]
- النورس: النعيق[بحاجة لمصدر]
- الهدهد: هدهدة[بحاجة لمصدر]
- الهزار: تغريد[بحاجة لمصدر]
- الوبر: النقيض[بحاجة لمصدر]
- وحيد القرن: ثلاثة أنواعٍ مختلفة من الأصوات: هي الإيب، والحوت، ونفخ الصفير[بحاجة لمصدر]
- الورل: كشيش[بحاجة لمصدر]
- الوزغ (أبو بريص): النقيض[بحاجة لمصدر]
- الوشق: الخرخرة[بحاجة لمصدر]
- الوعل: البغوم[بحاجة لمصدر]/ البغام[بحاجة لمصدر]
- الوقواق: الوقوقة[بحاجة لمصدر]
- اليربوع: صئي[بحاجة لمصدر]
- اليعسوب: طنين[بحاجة لمصدر]
- اليمامة: الهديل[بحاجة لمصدر]

### معلومات المراجع
- إدوار غالب (1988). الموسوعة في علوم الطبيعة: تبحث في الزراعة والنبات والحيوان والجيولوجيا (بالعربية واللاتينية والألمانية والفرنسية والإنجليزية) (ط. 2). بيروت: دار المشرق. ISBN:978-2-7214-2148-7. OCLC:44585590. OL:12529883M. QID:Q113297966.